# Loved by Few, Hated by Many
Loved by Few, Hated by Many – dwunasty studyjny album amerykańskiego rapera Lil’ Keke’a. Został wydany 18 listopada, 2008.

## Lista utworów
1. Act A Fool With It
2. Boss (featuring Asiah)
3. Money In The City (featuring Slim Thug, Paul Wall, & Tre Virdure)
4. Miss My Boyz (featuring Crys Wall)
5. 4 Doors And Coupes
6. I'm A G
7. What's It Made For (featuring Blak)
8. Phenomenal (featuring Tre Virdure)
9. She Love Gangsta’s
10. Suga Daddy (featuring Vlissa Martinez)
11. Traffic Slowed Down (featuring Pinc Gator)
12. Scholarships 2 The Pen
13. Slab Holiday (featuring Crys Wall)